# Disaster Girl
Disaster Girl je často sdílená fotografie mladé dívky hledící do objektivu fotoaparátu, zatímco za ní hoří dům. Dívka na fotografii, která byla pořízena v roce 2004, se jmenuje Zoë Roth a jsou jí čtyři roky. Fotografie získala díky popularitě memu na internetu téměř 500 000 dolarů. V aukci 29. dubna 2021 byla prodána za 470 000 amerických dolarů.